# Muzeum Muminków

Pomnik Muminka przed dawną siedzibą muzeum – biblioteką miejską w Tampere

Muzeum Muminków (fiń. Muumimuseo; szw. Muminmuseet) – muzeum sztuki w Tampere poświęcone twórczości Tove Jansson (1914–2001), autorki książek o Muminkach.

## Historia
W 1986 roku Tove Jansson i jej partnerka Tuulikki Pietilä przekazały Muzeum Sztuki w Tampere kolekcję rysunków (1009) i obrazów a także 38 trójwymiarowych dioram. Początkowo kolekcja była prezentowana w Muzeum Sztuki w Tampere obok szkiców i ilustracji książkowych Jansson. W latach 1987–2016 kolekcja została udostępniona publiczności w minim-muzeum Muumilaakso (pol. „Dolina Muminków”) w piwnicach gmachu biblioteki miejskiej „Metso” w Tampere. W październiku 2016 roku minim-muzeum zostało zamknięte a jego zbiory przeniesione do Tampere-talo, gdzie otwarto Muumimuseo (pol. „Muzeum Muminków”).

## Zbiory
W zbiorach muzeum znajdują się oryginalne ilustracje Jansson do jej dwunastu książek o Muminkach z lat 1945–1977 oraz wiele nieopublikowanych szkiców i rysunków. Kolekcja obejmuje również 207 szkiców i rysunków komiksowych oraz okładek książek, m.in. pierwszy pasek komiksowy o Muminkach z 1947 roku, a także 500 innych ilustracji i rysunków Jansson. Ponadto w muzeum wystawionych jest 41 trójwymiarowych dioram zbudowanych przez Tuulikki Pietilę, Penttiego Eistolę i Tove Jansson, w tym makieta pięciopiętrowego domu Muminków. 

## Pomnik Muminka
25 sierpnia 2005 roku przed ówczesnym gmachem muzeum odsłonięto pomnik Muminka według modelu Tuulikki Pietili z lat 80. XX wieku. Odlew z brązu został wykonany w 2004 roku przez rzeźbiarza Mattiego Kalkamo na zamówienie architekta Railiego Pietili. Figura stanęła na skamieniałym pniu drzewa znalezionym na Madagaskarze podarowanym przez Paavo Korhonenena. Pomnik dwukrotnie padł ofiarą wandalizmów w 2009 i w 2011 roku. W 2015 roku, podczas remontu biblioteki, został tymczasowo schowany w magazynie. Obecnie (2018) stoi w parku Sorsapuisto przed nową siedzibą muzeum Tampere-talo.